# جوسه ده آرماس
جوسه ده آرماس (انگلیسی: José de Armas؛ زادهٔ ۲۵ مارس ۱۹۸۱) یک تنیس‌باز اهل ونزوئلا است.